# Харьковская государственная академия культуры
Харьковская государственная академия культуры (укр. Харківська державна академія культури) — украинское высшее учебное заведение IV уровня аккредитации, основанное в 1929 году.

## История
Официальной датой основания Харьковской государственной академии культуры (ХГАК) является 10 сентября 1929 г.

## Кампуса и корпуса
На балансе Академии содержится 5 учебных корпусов и 2 общежития. Учебные аудитории, лаборатории и кабинеты расположены в пяти зданиях, три из которых построены в начале ХІХ ст., а остальные два — в конце ХІХ — в начале ХХ ст. Все пять корпусов полностью оборудованы в соответствии с учебными требованиями. Кроме того, дополнительные специализированные хореографические аудитории, читальные залы и аудитории для самостоятельной работы студентов факультета музыкального искусства с соответствующим инструментарием оборудованы в нежилых помещениях первого этажа общежитий Академии. Учебная площадь зданий составляет 12 432 м², то есть 8 м² на одного студента.
Академия имеет два общежития общей площадью 15 311,7 м², в которых проживают иностранные студенты.
В академии создана современная компьютерная база, представленная компьютерным центром, 13-ю учебными лабораториями (243 персональных ПК), компьютеризованной библиотекой, которые объединены в локальную сеть, имеющую выход в Интернет по некоммутированным телекоммуникационным каналам. Научно-педагогический персонал академии плодотворно работает над созданием собственной информационно-образовательной среды (электронных версий программно-методических комплексов). С 1998 г. в ХГАК формируется электронная полнотекстовая база данных учебников, учебно-методических материалов и научных трудов преподавателей и студентов, что способствует развитию дистанционной формы обучения.
Книжный фонд библиотеки составляет 312 032 экземпляра, из них 196 007 — учебная литература. В библиотеке работает электронный каталог и 6 баз данных, в кабинетах и лабораториях кафедр собран фонд специальных учебных, методических, справочных и периодических изданий, разработаны макеты информационно-поисковых систем.

## Институты и факультеты
В ХГАК функционирует 8 факультетов, Центр международного образования и сотрудничества, Центр беспрерывного образования
Направления подготовки и факультеты:
- Факультет библиотековедения и информатики

Направление «Книговедение, библиотековедение, библиография»
- Факультет документоведения и информационной деятельности

Направление «Документоведение и информационная деятельность»
- Факультет управления и бизнеса

Направление «Менеджмент», «Социальная педагогика», «Туризм»
- Факультет культурологии

Направление «Музейное дело и охрана памятников истории и культуры», «Культурология», «Менеджмент социокультурной деятельности», «Медиа-коммуникации»
- Факультет музыкального искусства

Направление «Музыкальное искусство»
Специализации: оркестровые духовые и ударные инструменты; народные инструменты; хоровое дирижирование; музыкальное искусство эстрады; эстрадное пение; народное пение.
- Факультет театрального искусства

Направление «Театральное искусство»
Специализации: режиссура драматического театра; режиссура эстрады и массовых праздников; актёрское искусство драматического театра и кино.
Направление готовит к работе руководителями творческих коллективов, режиссёрами эстрады и массовых праздников, актёрами драматического театра и кино, преподавателями специальных дисциплин в высших и средних учебных заведениях.
- Факультет кино-,телеискусства

Направление «Кино-, телеискусство»
Специализации: режиссура телевидения; оператор телевидения; телерепортер.
- Факультет хореографического искусства

Направление «Хореография»
Специализации: народная хореография; современная хореография; бальная хореография.
- Центр международного образования и сотрудничества

Подготовку специалистов для зарубежных стран Харьковская государственная академия культуры начала с 1971 года. За эти годы подготовлено свыше 500 специалистов для 42 стран Азии, Африки, Европы, Америки. Обучение на подготовительном отделении осуществляется на украинском или русском языках по желанию студентов.
После окончания подготовительного отделения и успешной сдачи экзаменов выпускникам выдается государственный сертификат установленного образца (свидетельство), который позволяет продолжить обучение в высших учебных заведениях Украины в соответствии с избранным профилем.
Для въезда на Украину Академия выдает кандидату на обучение официальное приглашение, которое является основанием для получения въездной визы в посольстве Украины в стране кандидата.

## Награды и репутация
Сто пятьдесят второе место в рейтинге высших учебных заведений Украины в 2011 году «Топ−200 Украина» («Зеркало недели», № 20 від 04.06.2011 р.)
Десятое место в ежегодном рейтинге вузов «Компас» («Сегодня» от 16.05.2012 р.)
Девятое место (среди вузов культуры, искусства, дизайна) в рейтинге лучших вузов Украины, составленном Институтом инновационных технологий Министерства образования и науки, молодежи и спорта Украины («Освита Украины», № 26 від 25.06.2012 р.)

## Руководители вуза
- Соловей, Иван Прокопович (1929—1935)
- Ковпик, Фёдор Терентьевич (1947—1952);
- Евсеев, Александр Иванович (1952—1970);
- Оприщенко, Анатолий Лаврентьевич (1970—1989);
- Шейко, Василий Николаевич (1989 — 2022.
- Рябуха, Наталья Александровна с 2022 — (ио)